# Václav Pokorný (politik)
Václav Pokorný (12. února 1906 Hostomice – 5. července 1984) byl český a československý, politik Komunistické strany Československa, poúnorový poslanec Národního shromáždění ČSR a ministr vlády Československa.

## Biografie
Pocházel z rodiny havíře se severočeských Hostomic. Sám pracoval jako horník. Ve věku dvaceti let vstoupil do KSČ. Ve straně působil zpočátku v jejích mládežnických organizacích. Za druhé světové války organizoval komunistický odboj v Praze. Byl pak zatčen a vězněn.
Po válce se vrátil do politického života. V roce 1945 se stal předsedou MNV v rodných Hostomicích. Později se stal předsedou Krajského výboru KSČ v Ústeckém kraji. V roce 1948 se uvádí jako horník, bytem Hostomice.
Ve volbách roku 1948 byl zvolen do Národního shromáždění za KSČ ve volebním kraji Ústí nad Labem. V parlamentu zasedal až do konce funkčního období, tedy do voleb roku 1954. Zastával i post ve vládě Antonína Zápotockého a Viliama Širokého, kde od září 1951 do září 1953 byl ministrem paliv (do ledna 1953 oficiálně ministr paliv a energetiky). Před nástupcem do ministerské funkce byl generálním ředitelem rudných dolů a naftových závodů.
XI. sjezd KSČ ho zvolil za člena Ústřední revizní komise KSČ.